# 大龙站
大龙站位于贵州省铜仁市玉屏侗族自治县大龙街道320国道旁，是沪昆铁路上的车站。车站及其经过线路于1970年开工，1972年10月开始临时运营，1975年1月1日正式通车:244,255，2001年复线化。车站由成都局集团凯里车务段管辖，与广州局集团的新晃站交界，有成局的“东大门”之称；车站办理整车货物到发业务，货源吸引区为玉屏县及周边，主要办理发到货物品类为煤、矿石、钢铁、矿建，为铜仁地区主要的物资集散地之一。
车站货场面积23020平方米，设有通往大龙经贸有限公司、贵州省监狱管理局银湖化工大龙转运站、大龙电厂和红星发展股份有限公司等单位的专用线。大龙经济开发区管委会、成都铁路局和湛江港集团于2016年12月13日签订协议，计划在车站周围建设海铁联运、面积17.5万平方米的大龙无水港。